# Dänischer Fußballpokal 1978/79
Der Dänische Fußballpokal 1978/79 war die 25. Austragung des dänischen Pokalwettbewerbs der Männer. Er wurde vom dänischen Fußballverband ausgetragen. Das Finale fand traditionell am Himmelfahrtstag (24. Mai 1979) im Københavns Idrætspark von Kopenhagen statt. Pokalsieger wurde B 1903 Kopenhagen, der sich im Finale gegen Køge BK durchsetzte.
Alle Begegnungen wurden in einem Spiel ausgetragen. Bei unentschiedenem Ausgang wurde zur Ermittlung des Siegers eine Verlängerung gespielt. Stand danach kein Sieger fest, folgte ein Elfmeterschießen. Ab dem Halbfinale wurde bei einem Remis das Spiel wiederholt.

## 1. Runde
Es nahmen 48 Mannschaften von der dritten Klasse abwärts sowie acht Zweitligisten teil.
|                         | Ergebnis              |                      |
| ----------------------- | --------------------- | -------------------- |
| B 1921 Nykøbing         | 5:2                   | Glostrup IF 32       |
| Brøndby IF              | 5:0                   | Kalundborg GB        |
| BK Dalgas               | 2:1                   | Brønshøj BK          |
| Dragør BK               | 1:2                   | BK Vebro             |
| Engesvang BK            | 0:0 n. V. (4:3 i. E.) | Fjordager IF         |
| Greve IF                | 6:0                   | Maribo BK            |
| Hellerup IK             | 5:0                   | Brede IF             |
| Holstebro BK            | 3:1                   | B 1913 Odense        |
| Hørsholm-Usserød IK     | 3:0                   | Herfølge BK          |
| Jægerspris IK           | 0:5                   | BK Fremad Valby      |
| Kolding IF              | 5:2                   | Svendborg fB         |
| Nakskov BK              | 2:0                   | Nørre Alslev BK      |
| Nyborg G&IF             | 5:1                   | Snedsted G&IF        |
| Odense Kammeraternes SK | 2:3                   | Nibe BK              |
| Ringkøbing IF           | 0:1 n. V.             | Støvring IF          |
| Roskilde BK             | 3:0                   | BK Hero              |
| Silkeborg IF            | 4:0                   | IK Aalborg Chang     |
| BK Stefan               | 0:3                   | AB Gladsaxe          |
| Sønderborg BK           | 2:1 n. V.             | Hjørring IF          |
| Tved BK                 | 2:3 n. V.             | Bramming BK          |
| Tønder SF               | 3:1 n. V.             | Dalum IF             |
| Varde IF                | 4:3                   | Odense KFUM          |
| Vejlby-Risskov IK       | 1:1 n. V. (0:3 i. E.) | IF Hasle Fuglebakken |
| Viborg FF               | 1:3                   | Horsens fS           |
| IK Viking Rønne         | 0:3                   | Helsingør IF         |
| BK Viktoria Kopenhagen  | 0:9                   | Lyngby BK            |
| Vordingborg IF          | 2:3                   | Jyderup BK           |
| Aabenraa BK             | 1:2                   | Glamsbjerg IF        |

## 2. Runde
Teilnehmer waren die 28 Sieger der ersten Runde, acht weitere Zweitligisten und vier Erstligisten.
|                      | Ergebnis              |                 |
| -------------------- | --------------------- | --------------- |
| B 1921 Nykøbing      | 3:1                   | Glamsbjerg IF   |
| Bramming BK          | 0:2                   | Horsens fS      |
| Brøndby IF           | 0:4                   | B.93 Kopenhagen |
| Engesvang BK         | 4:6                   | Nibe BK         |
| Fremad Amager        | 2:4                   | Lyngby BK       |
| BK Fremad Valby      | 1:4                   | Slagelse B&I    |
| Glostrup IC          | 2:1                   | Greve IF        |
| Helsingør IF         | 2:4                   | Vanløse IF      |
| Hellerup IK          | 1:8                   | Hvidovre IF     |
| Holbæk B&I           | 7:2                   | BK Vebro        |
| Holstebro BK         | 2:4                   | B 1909 Odense   |
| Hørsholm-Usserød IK  | 1:1 n. V. (8:7 i. E.) | Jyderup BK      |
| IF Hasle Fuglebakken | 3:5                   | Støvring IF     |
| Kolding IF           | 1:2                   | Silkeborg IF    |
| Nyborg G&IF          | 7:1                   | Tønder SF       |
| Næstved IF           | 2:0                   | BK Dalgas       |
| Roskilde BK          | 0:2                   | AB Gladsaxe     |
| IK Skovbakken        | 4:2                   | Varde IF        |
| Sønderborg BK        | 1:6                   | Ikast FS        |
| Aalborg BK           | 0:2                   | Nakskov BK      |

## 3. Runde
Teilnehmer: Die 20 Sieger der zweiten Runde und zwölf weitere Vereine aus der 1. Division 1978.
|                     | Ergebnis              |                      |
| ------------------- | --------------------- | -------------------- |
| AB Gladsaxe         | 2:4                   | Slagelse B&I         |
| B 1901 Nykøbing     | 3:2                   | Randers SK Freja     |
| B 1921 Nykøbing     | 1:1 n. V. (6:7 i. E.) | Hvidovre IF          |
| B.93 Kopenhagen     | 1:2                   | Aarhus GF            |
| Frederikshavn fI    | 3:1                   | Lyngby BK            |
| Holbæk B&I          | 3:2                   | Esbjerg fB           |
| Horsens fS          | 0:1                   | Støvring IF          |
| Hørsholm-Usserød IK | 1:7                   | B 1909 Odense        |
| Ikast FS            | 2:1                   | Vanløse IF           |
| Kastrup BK          | 0:3                   | B 1903 Kopenhagen    |
| Køge BK             | 4:1                   | Silkeborg IF         |
| Nakskov BK          | 4:2                   | Nibe BK              |
| Nyborg G&IF         | 0:3                   | BK Frem Kopenhagen   |
| Næstved IF          | 4:0                   | Glostrup IC          |
| Odense BK           | 2:2 n. V. (4:2 i. E.) | Kjøbenhavns Boldklub |
| IK Skovbakken       | 1:1 n. V. (2:4 i. E.) | Vejle BK             |

## 4. Runde
Teilnehmer: Die 16 Sieger der dritten Runde.
|                   | Ergebnis  |                    |
| ----------------- | --------- | ------------------ |
| Aarhus GF         | 3:1       | Vejle BK           |
| B 1903 Kopenhagen | 4:3       | Holbæk B&I         |
| B 1909 Odense     | 4:3 n. V. | BK Frem Kopenhagen |
| Frederikshavn fI  | 3:4       | Hvidovre IF        |
| Køge BK           | 3:2       | Ikast FS           |
| Nakskov BK        | 3:2 n. V. | Odense BK          |
| Næstved IF        | 1:4       | B 1901 Nykøbing    |
| Støvring IF       | 1:6       | Slagelse B&I       |

## Viertelfinale
|               | Ergebnis              |                   |
| ------------- | --------------------- | ----------------- |
| Aarhus GF     | 1:2                   | Køge BK           |
| B 1909 Odense | 2:2 n. V. (2:3 i. E.) | B 1901 Nykøbing   |
| Nakskov BK    | 1:2                   | B 1903 Kopenhagen |
| Slagelse B&I  | 3:5                   | Hvidovre IF       |

## Halbfinale
|                 | Ergebnis  |                   |
| --------------- | --------- | ----------------- |
| B 1901 Nykøbing | 0:3       | Køge BK           |
| Hvidovre IF     | 0:0 n. V. | B 1903 Kopenhagen |

### Wiederholungsspiel
|                   | Ergebnis |             |
| ----------------- | -------- | ----------- |
| B 1903 Kopenhagen | 3:0      | Hvidovre IF |

## Finale
| Paarung           | B 1903 Kopenhagen – Køge BK |
| Ergebnis          | 1:0 (0:0) |
| Datum             | 24. Mai 1979 |
| Stadion           | Københavns Idrætspark, Kopenhagen |
| Zuschauer         | 9.800 |
| Schiedsrichter    | Poul Jørgen Jensen |
| Tore              | 1:0 Jens Sass Hansen (75.) |
| B 1903 Kopenhagen | Per Poulsen – John Andersen, Jørn Damm, Jørgen Lorentzen, Benny Johansen – Mikael Sundby, Thomas Larsen, Jens Sass Hansen (77. Keld Kristensen) – Bent Kristiansen, Finn Ilsø, Finn Schmidt-Jensen. Cheftrainer: Erik Dennung         |
| Køge BK           | Jan Olesen – Michael Haagensen, Arne Rastad, Torben Bastholm, Peter Rasmussen – Peter Poulsen, Kim Truesen, Claus Larsen – Per Thomsen (84. Søren Grenå Larsen), Ole Christiansen, John Tune Kristiansen. Cheftrainer: Kresten Bjerre |